# Pallamano Trieste 2009-2010
Questa pagina raccoglie i dati riguardanti la Pallamano Trieste nelle competizioni ufficiali della stagione 2009-2010.

## Risultati

### Serie A1 maschile

#### Stagione regolare

##### Andata
- 29 settembre - Noci – Trieste 20-25
- 3 ottobre    - Trieste – Meran 27-24
- 10 ottobre   - Prato – Trieste 26-22
- 17 ottobre   - Trieste – Romagna 26-23
- 24 ottobre   - Castenaso 85 – Trieste 26-27
- 7 novembre   - Trieste – Brixen 22-24
- 14 novembre  - Trieste – Pressano 23-23
- 21 novembre  - Girgenti – Trieste 24-24
- 28 novembre   - Trieste - Ambra 27-18
- 13 dicembre  - Bozen - Trieste 22-26
- 12 dicembre - Trieste – Mezzocorona 34-27

##### Ritorno
- 19 dicembre   - Trieste - Noci 32-27
- 23 dicembre   - Meran - Trieste 20-19
- 30 gennaio   - Trieste - Prato 39-26
- 6 febbraio  - Romagna - Trieste 23-26
- 13 febbraio  - Trieste - Castenaso 85 35-20
- 20 febbraio  - Brixen - Trieste 27–22
- 27 febbraio      - Pressano - Trieste 23-30
- 7 marzo     - Trieste - Girgenti 28-22
- 14 marzo     - Ambra - Trieste 29-30
- 21 marzo    - Trieste - Bozen 29-25
- 28 marzo  - Mezzocorona - Trieste 27–30

#### Playoff

##### Semifinali
- 10 aprile    - Trieste - Prato 31-29
- 17 aprile     - Prato - Trieste 34-31
- 24 aprile    - Trieste - Prato 30-26

##### Finale
- 1 maggio     - Trieste - Brixen 21-21
- 8 maggio    - Brixen - Trieste 27-22

## Classifica
|  | Pos. | Squadra      | Pt | G  | V  | N | P  | GF  | GS  | DR   |
|  | ---- | ------------ | -- | -- | -- | - | -- | --- | --- | ---- |
|  | 1.   | Bozen        | 53 | 22 | 17 | 2 | 3  | 684 | 543 | +141 |
|  | 2.   | Trieste      | 50 | 22 | 16 | 2 | 4  | 603 | 526 | +77  |
|  | 3.   | Brixen       | 41 | 22 | 12 | 5 | 5  | 588 | 568 | +20  |
|  | 4.   | Prato        | 41 | 22 | 13 | 2 | 7  | 663 | 645 | +18  |
|  | 5.   | Mezzocorona  | 39 | 22 | 13 | 0 | 9  | 673 | 633 | +40  |
|  | 6.   | Noci         | 37 | 22 | 12 | 1 | 9  | 648 | 606 | +42  |
|  | 7.   | Pressano     | 30 | 22 | 9  | 3 | 10 | 615 | 621 | -6   |
|  | 8.   | Girgenti     | 29 | 22 | 9  | 2 | 11 | 612 | 656 | -42  |
|  | 9.   | Black Devils | 27 | 22 | 9  | 0 | 13 | 594 | 624 | -30  |
|  | 10.  | Ambra        | 19 | 22 | 6  | 1 | 15 | 532 | 580 | -48  |
|  | 11.  | Romagna      | 14 | 22 | 4  | 2 | 16 | 547 | 599 | -52  |
|  | 12.  | Castenaso    | 6  | 22 | 2  | 0 | 20 | 557 | 715 | -138 |

Legenda:

      Playoff promozione
      Playout
      Retrocessa in Serie A2 2010-2011

## Statistiche

### Individuali

#### Classifica marcatori
| N. | Giocatore        | Reti |
| -- | ---------------- | ---- |
| 11 | Matej Nadoh      | 200  |
| 3  | Jan Radojkovič   | 199  |
| 15 | Marco Lo Duca    | 106  |
| 7  | Marco Visintin   | 73   |
| 14 | Andrea Carpanese | 68   |
| 5  | Marius Ionescu   | 50   |
| 2  | David Sedmach    | 12   |
| 6  | Ivan Kerpan      | 8    |
| 18 | Matteo Leone     | 7    |
| 4  | Michele Oveglia  | 7    |
| 9  | Alex Pernic      | 6    |
|    | Zvokelj          | 6    |
|    | Luca Savron      | 1    |